# Dragoslav Mihajlović
Dragoslav Mihajlović (13 dicembre 1906 – 18 giugno 1978) è stato un calciatore jugoslavo.

## Carriera
Mihajlović partecipò con la Nazionale jugoslava al Mondiale 1930, in cui giocò tre partite (contro Brasile, Bolivia e Uruguay).